# Misato (Kodama)
Misato (jap. 美里町 Misato-machi) – miasto w Japonii, na wyspie Honsiu, w prefekturze Saitama. Według danych na rok 2020 miejscowość zamieszkiwało 11 039 mieszkańców , a gęstość zaludnienia wyniosła 330,4 os./km².